# Palais de justice de Strasbourg
Le palais de justice de Strasbourg, communément appelé tribunal de Strasbourg, est un bâtiment situé quai Finkmatt dans le quartier du Tribunal au sein de la Neustadt, à Strasbourg, en France. C'est le siège du tribunal de grande instance de Strasbourg.

## Description

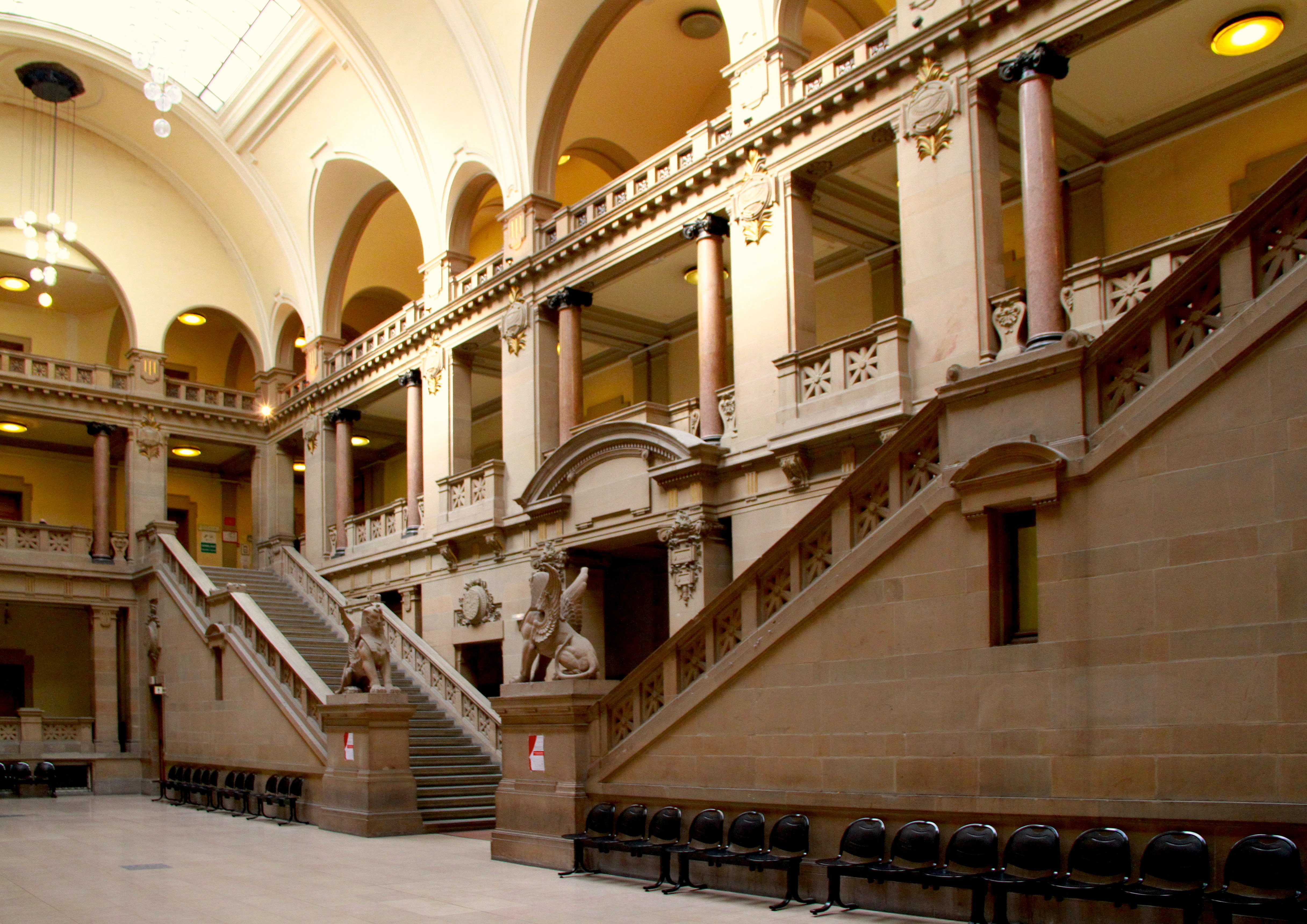
La salle des pas perdus (avant rénovation).

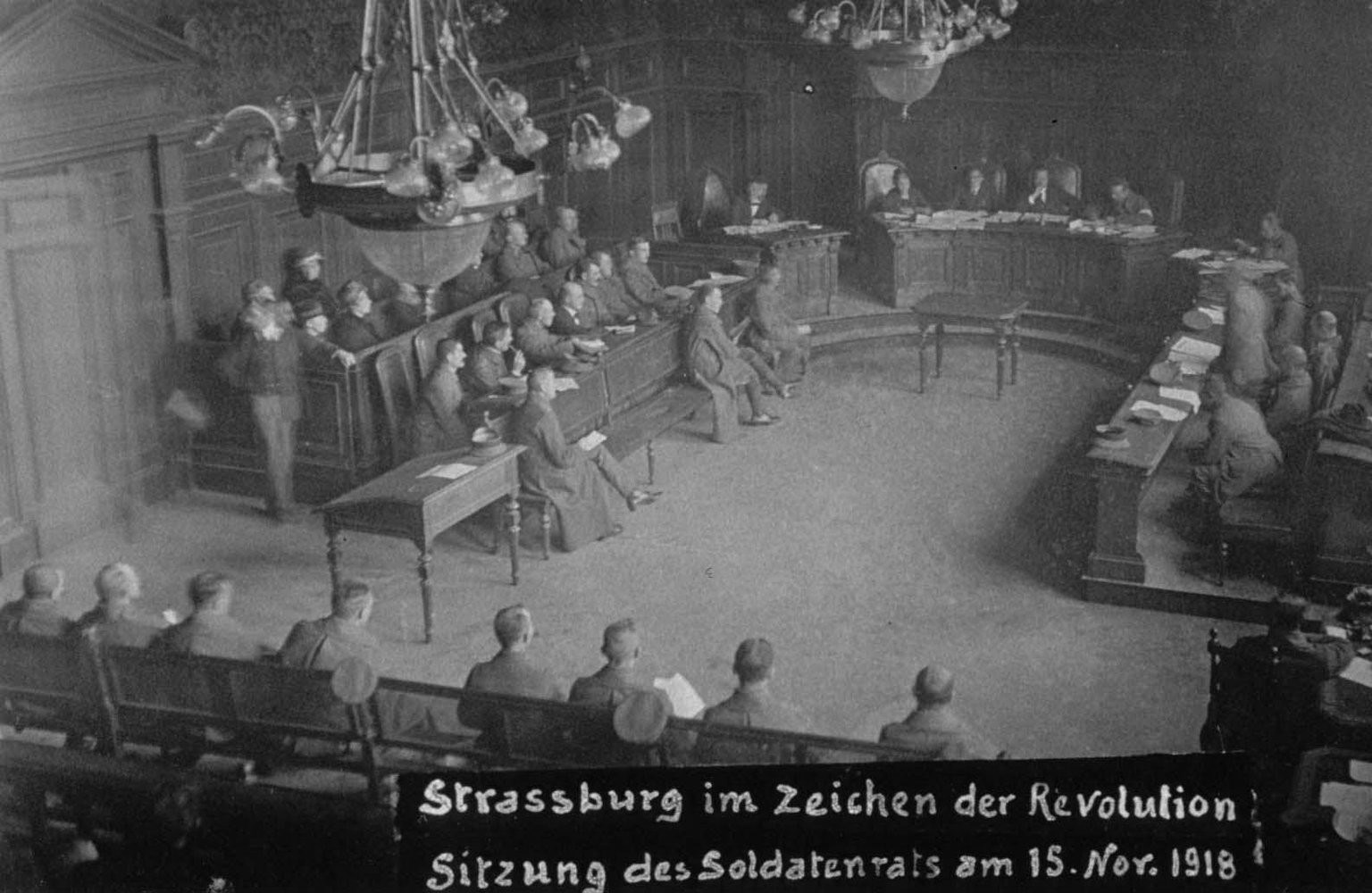
Réunion du Soviet de Strasbourg au sein du palais de justice, le 15 novembre 1918

Le palais de justice de Strasbourg est construit entre 1894 et 1897 par Skjöld Neckelmann dans le cadre de l'aménagement de la Neustadt. Il remplace l'ancien tribunal qui se trouvait rue de la Nuée-Bleue depuis 1789.
Durant la Révolution de 1918, le palais de justice servit de siège au Soviet Suprême de Strasbourg, durant sa courte existence. Les portraits officiels des souverains allemands sont décrochés, et le buste de l’Empereur d’Allemagne est remplacé par celui de Karl Marx.

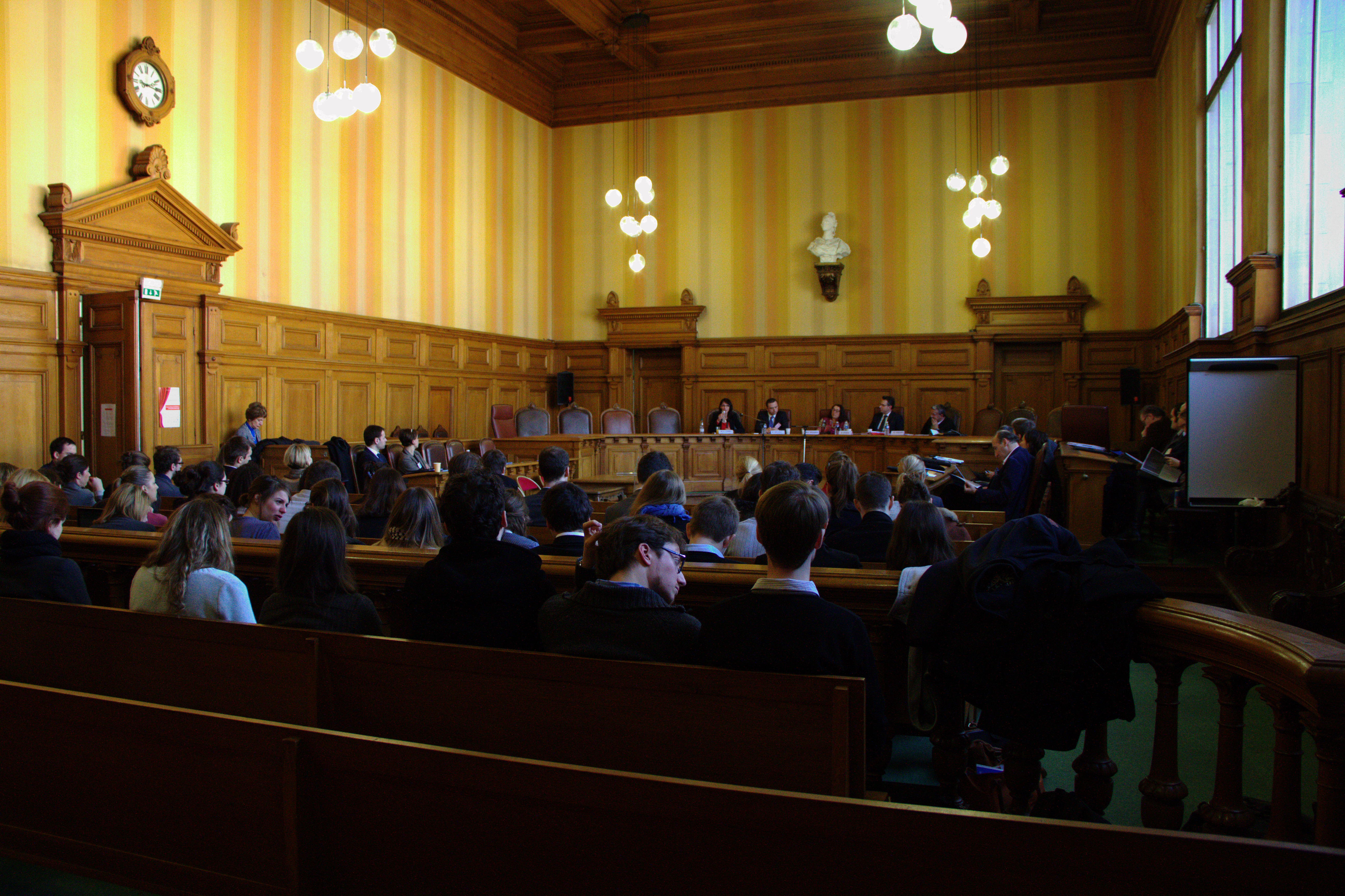
L’ancienne salle de la cour d'assises maintenant occupée par le TGI (avant rénovation).

Le palais de justice accueillait il y a quelques années encore à la fois la cour d’assises du Bas-Rhin, le tribunal d'instance et le tribunal de grande instance. Le tribunal d'instance a déménagé dans ses nouveaux locaux de la rue voisine du Fossé des Treize, ce qui lui a permis de rester dans le quartier tout en rendant possible l'extension simultanée des deux services judiciaires. 
Les façades et toitures du bâtiment d'origine, les deux pylônes devant la façade principale et la clôture de la cour, ainsi que, à l'intérieur, le vestibule d'entrée, la salle des pas-perdus incluant ses escaliers et ses galeries, la salle d'audience et ses décors, sont inscrits au titre des monuments historiques par arrêté du 2 juillet 1992.

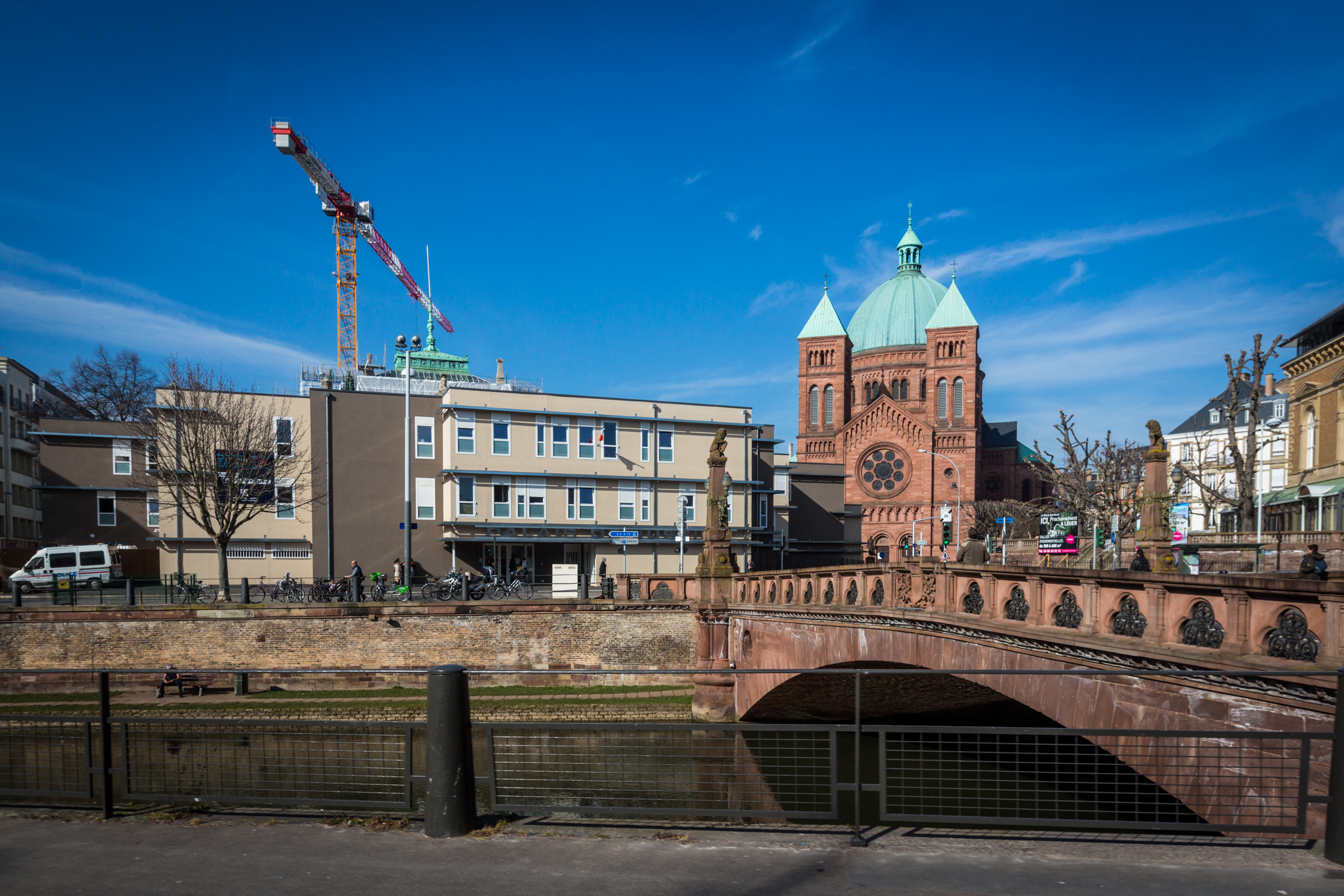
Le palais de justice provisoire, installé sur le parvis avant, en mars 2015.

Un important chantier de rénovation-réhabilitation débute en juin 2014. C'est le projet de l'architecte catalan Jordi Garcés qui a été choisi en 2012. Pendant la durée des travaux, les services du tribunal ont emménagé dans un bâtiment provisoire installé sur le parvis devant le palais,. La cour d'assises et tout le contentieux lié à la famille ont occupé, quant à eux, un bâtiment provisoire place d'Islande au bout de l'avenue de la Forêt-noire.
Les travaux s'achèvent fin 2016. La remise des clefs du palais rénové à l'Agence publique pour l’immobilier de la justice se déroule le 8 décembre 2016 en présence du préfet du Bas-Rhin, Stéphane Fratacci. Le coût de l'opération de rénovation s'élève à 63,2 millions d'euros. Les services du tribunal (y compris l'annexe située place d'Islande) emménagent dans le bâtiment en février 2017. Le parvis est réaménagé après le démontage des bâtiments provisoires,. Le palais de justice rénové est inauguré le 6 mars 2017 par le garde des Sceaux Jean-Jacques Urvoas.